# Temporada 1943-1944 del Club Joventut Badalona
La temporada 1943-1944 va ser la 5a temporada en actiu del Club Joventut Badalona des que va començar a competir de manera oficial.

## Resultats
Campionat de Catalunya
Aquesta va ser la tercera temporada en que el Joventut participava en la màxima categoria del Campionat de Catalunya, finalitzant la competició en cinquena posició.
Altres competicions
El Joventut va guanyar la primera edició de la Copa Hernán, patrocinat per la primera marca fabricant de pilotes bàsquet de l'època, derrotant en semifinals el Círcol Catòlic per 48 a 35, i a la final al BIM per 56 a 32, a la pista del Laietà.

## Plantilla
La plantilla del Joventut aquesta temporada va ser la següent:
| Club Joventut Badalona: plantilla 1943-44 |
| Jugadors                                  |
| Valls                                     |
| Baró                                      |
| Vicenç Lleal                              |
| Josep Gubern                              |
| Enric Compte                              |
| Llopes                                    |
| Traité                                    |
| Salvador Riera                            |
| Petit                                     |
| Domingo                                   |
| Vilaseca                                  |
| Entrenador                                |
| Gironés                                   |